# Ночной гость (фильм, 1958)
«Ночной гость» — социально-этическая киноновелла режиссёра Владимира Шределя, снятая на киностудии Ленфильм по одноимённому рассказу Юрия Нагибина в 1958 году.

## Сюжет
Деревенская семья, живущая на берегу озера, принимает постояльцев, желающих порыбачить и отдохнуть в живописном месте. У хозяйки дома, бабы Юли, две дочери. Старшая — Екатерина, которая не так давно ушла от пьяницы мужа, и младшая — Люба, собравшаяся на целину со своим женихом Фёдором. Все они — открытые люди, доброжелательно относящиеся к своим гостям.
К жившим в доме двоим давнишним обитателям присоединился некто Пал Палыч, столичный сноб и циничный эгоист. За небольшой срок своего пребывания он сумел настроить против себя всех, и разрушить семейную идиллию хозяев дома.

## В ролях
- Иннокентий Смоктуновский — Пал Палыч
- Георгий Жжёнов — Сергей Петрович, художник
- Николай Елизаров — Николай Семёнович, полковник в отставке
- Любовь Соколова — Екатерина
- Валентина Пугачёва — Любаша
- Игорь Ефимов — Федя, жених Любы
- Михаил Глузский — Егор, бывший муж Екатерины
- Александра Панова — бабка Юля
- Юра Лепёшкин — Васёк, сын Екатерины
- Таня Хабло — Машенька, дочь Екатерины

## Съёмочная группа
- Автор сценария: Юрий Нагибин
- Режиссёр-постановщик: Владимир Шредель
- Оператор-постановщик: Владимир Бурыкин
- Композитор: Надежда Симонян
- Художник-постановщик: Абрам Векслер